# ث

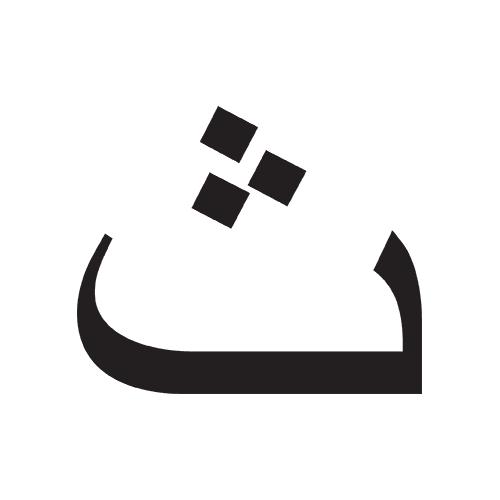
Ilustrace

ث (transkripce Ṯāʾ) je čtvrté písmeno arabské, perské, kurdské a urdské abecedy. Jeho původ souvisí se starověkým severoarabským znakem 𐪛 a jihoarabským 𐩻.

## Výslovnost
V moderní standardní arabštině se písmeno ث vyslovuje jako /θ/, podobně jako anglické th ve slově think. V perštině, urdštině a kurdštině se však vyslovuje jako /s/ (české s). Při transkripci slov do angličtiny se nejčastěji přepisuje jako th (např. Ethiopia – إثيوبيا, česky Etiopie).
Při transkripci arabštiny do hebrejského písma se písmeno ث zapisuje jako ת׳.

## Tvary
| samostatné | na konci slova | na začátku slova | uprostřed slova |
| ---------- | -------------- | ---------------- | --------------- |
| ث          | ‎ثـ‎             | ـث‎               | ـثـ‎‎             |